# プロバスクラブ
プロバスクラブ（英: Probus Club）は、世界各地のロータリークラブ(RC)が、その社会奉仕事業の一環として退職者およびセミ退職者のために創った親睦団体で、義務として強制されない社会奉仕団体でもある。
プロバス(Probus)とはProfessional（専門職）のProとBusinessman（実業家）のBusを合成した造語であるが、ラテン語のProbus（誠実）という言葉からも援用したとの説もある。

## 発祥
1920年代のはじめ、カナダのサスカチュワン州とアメリカ合衆国コネチカット州ニューヘイブンに、プロバスクラブの原型となる集まりが組織された。その後、1965年にイギリス・ウェルウィンガーデンシティRCが、退職した専門職および実業家による会合を考えクラブを組織、月1度の例会をもち、集いの場が“The Campus”と呼ばれる町の中心に面していたことから「キャンパス・クラブ」と名づけた。翌1966年、やはり同国のキャスターハムRCが同様のクラブを組織し、その二つのクラブを合併して「プロバス（Probus）」と命名した。これがプロバスクラブの発祥と伝えられるが今では詳しいことは分かっていない。それが1974年にニュージーランド、1976年にオーストラリアへ波及し、2008年では欧州、アフリカおよびアジアなど、世界中併せて4000クラブ、40万人近い会員を擁するまでになっている。

## ロータリークラブとの関係
2008年現在までのところ、すべてのプロバスクラブは世界各地にあるロータリークラブのスポンサーにより創立され、そういう意味でいえばプロバスクラブはロータリークラブが設立したクラブであると言える。しかしいったん創立した後はロータリークラブからは独立したautonomy（自治独立）のクラブであると認識されている。実情ではスポンサーしたロータリークラブが創立後のある期間そのプロバスクラブを資金的に援助している場合もあり、また社会奉仕の実践にロータリークラブとプロバスクラブが協力し、さらにはプロバスクラブの事務所がロータリークラブのなかにある場合も多い。またロータリークラブの総本部である国際ロータリー(Rotary International)はプロバスクラブの創立については関与していなく、プロバスクラブとの関係についての公式意思表示もまれである。事実、ロータリー発祥の地であり、ロータリー活動がもっとも盛んな米国においても、プロバスクラブの数はいまなお十数クラブに過ぎない。

## 会員
プロバスクラブの会員はプロビアン(Probian)と通称する。元来、ロータリー会員（ロータリアン）を高齢で引退した人達のための親睦の場としてのプロバスクラブという意味あいが多分にあり、ロータリーとの競合を避けるため、プロビアンは60歳もしくは65歳以上であることが年齢制限とされてきた。しかし、現在では例えば豪州・ニュージーランドのプロバスクラブなどでは、そうした年齢制限を取り外した。また女性会員も歓迎され、英本国、カナダ、豪州・ニュージーランドなどでは、Men's Club, Women's Club, Combined Clubと称して、それぞれ男性のみ、女性のみ、男女混合の3種類のクラブに分類されている。会員の資格としては、かって知的職業もしくは管理職にあった人々、もしくはその伴侶であることが望ましいとされる。現状では、元ロータリアンばかりのプロバスクラブも僅かに存在するが、反対に、過去にロータリークラブと関係がなかった人々のみがプロビアンとして入会しているクラブも多い。平均して元ロータリアン、もしくは現在もロータリアンを兼ねているプロビアンが約10%ないし20%程度存在すると考えられる。

## 規則
2008年現在までのところ、プロバスクラブ創立を認証する機関が無いので、プロバスクラブについての規約や規則に統一されたものはいっさい無く、各プロバスクラブによる任意の規約・規則により運営されている。